# Крузе Мижет
Крузе Мижет (фр. Crouzet-Migette) насеље је и општина у источној Француској у региону Франш-Конте, у департману Ду која припада префектури Безансон.
По подацима из 2011. године у општини је живело 122 становника, а густина насељености је износила 21,52 становника/km². Општина се простире на површини од 5,67 km². Налази се на средњој надморској висини од 640 метара (максималној 742 m, а минималној 490 m).

## Демографија
| 1962. | 1968. | 1975. | 1982. | 1990. | 1999. | 2011. |
| ----- | ----- | ----- | ----- | ----- | ----- | ----- |
| 61    | 77    | 52    | 54    | 74    | 93    | 122   |

График промене броја становника у току последњих година